# La Barta (Gers)
La Barta (occità) o Labarthe (francès) és un comú francès al departament de Gers (regió d'Occitània.

El territori comunal és a la conca de la Garona, dins de la conca hidrogràfica Adour-Garona. És drenat pel Gers, el Cédon, un braç del Gers, ruisseau de Larrazet, la ruisseau de Laubarie, la ruisseau du Boué i per diversos petits rierols, que constitueixen una xarxa hidrogràfica de 14 km.

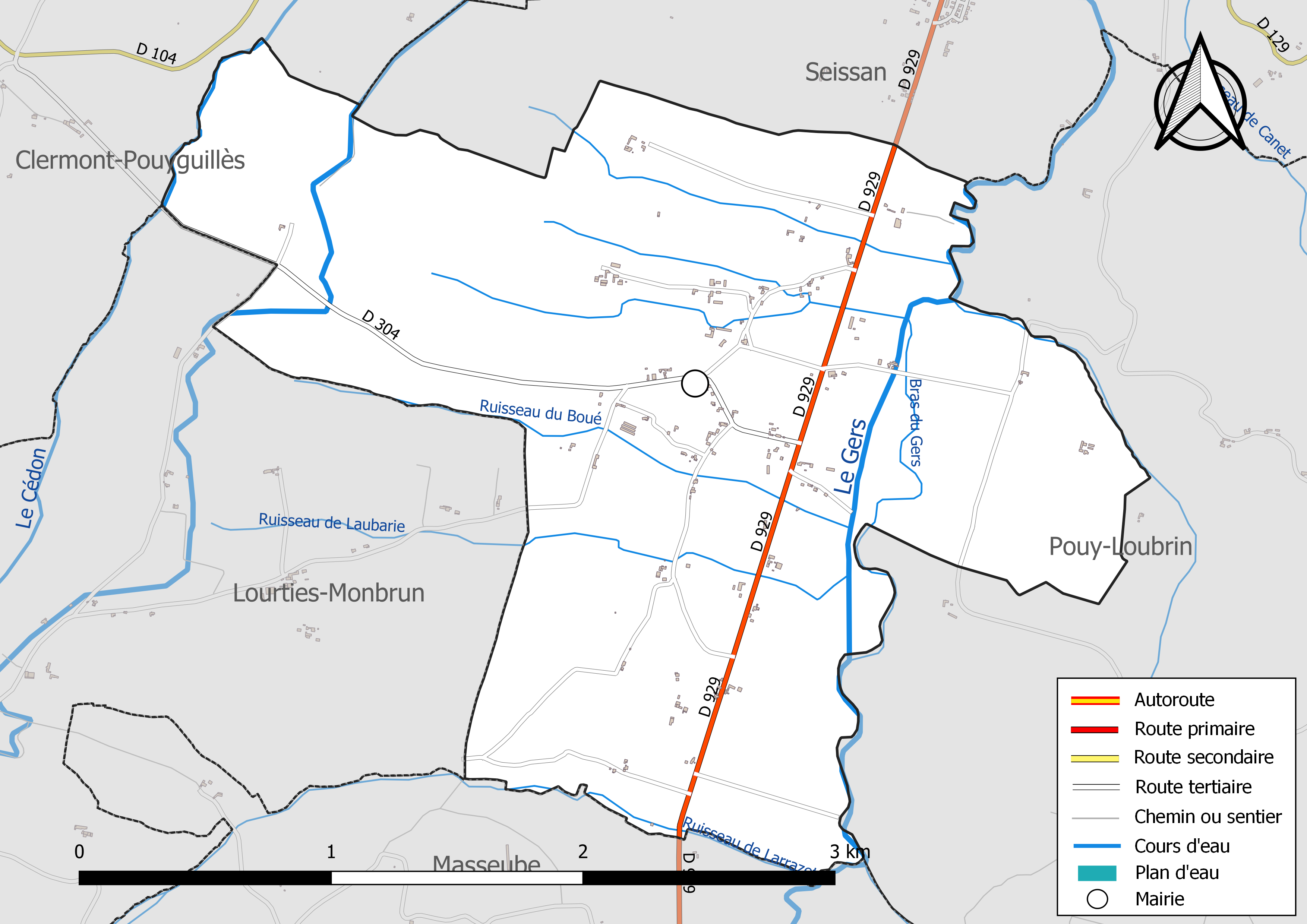
Xarxes hidrogràfiques i viàries de Labarthe

El Gers, amb una longitud total de 175,4 km, té el seu naixement a la comuna de Lannemezan i flueix cap al nord. Travessa la població i desemboca al Garona a Layrac, després de travessar 47 comuns.
| 1962                                       | 1968 | 1975 | 1982 | 1990 | 1999 | 2006 |
| ------------------------------------------ | ---- | ---- | ---- | ---- | ---- | ---- |
| 140                                        | 128  | 147  | 135  | 151  | 142  | 154  |
| Des de 1962: població sense dobles comptes |      |      |      |      |      |      |

| Període | Identitat   | Partit |
| ------- | ----------- | ------ |
| 2001-   | Pierre Doux | PCF    |